# Masaki Iida
Masaki Iida (飯田 真輝 Iida Masaki?, nacido el 15 de septiembre de 1985 en Toride, Ibaraki) es un futbolista japonés que se desempeña como defensa.

## Trayectoria

### Clubes
| Club                | País  | Año         |
| ------------------- | ----- | ----------- |
| Tokyo Verdy         | Japón | 2006        |
| Tokyo Verdy         | Japón | 2008 - 2010 |
| Matsumoto Yamaga FC | Japón | 2010 -      |

## Estadística de carrera

### J. League
| Club                | Año   | J. League | J. League | Copa J. League | Copa J. League | Total | Total |
| Club                | Año   | Part.     | Goles     | Part.          | Goles          | Part. | Goles |
| ------------------- | ----- | --------- | --------- | -------------- | -------------- | ----- | ----- |
| Tokyo Verdy         | 2006  | 2         | 0         | -              | -              | 2     | 0     |
| Tokyo Verdy         | 2008  | 2         | 0         | 2              | 0              | 4     | 0     |
| Tokyo Verdy         | 2009  | 4         | 0         | -              | -              | 4     | 0     |
| Tokyo Verdy         | 2010  | 0         | 0         | -              | -              | 0     | 0     |
| Matsumoto Yamaga FC | 2012  | 39        | 1         | -              | -              | 39    | 1     |
| Matsumoto Yamaga FC | 2013  | 41        | 5         | -              | -              | 41    | 5     |
| Matsumoto Yamaga FC | 2014  | 42        | 6         | -              | -              | 42    | 6     |
| Matsumoto Yamaga FC | 2015  | 34        | 2         | 1              | 0              | 35    | 2     |
| Matsumoto Yamaga FC | 2016  | 41        | 7         | -              | -              | 41    | 7     |
| Matsumoto Yamaga FC | 2017  | 41        | 3         | -              | -              | 41    | 3     |
| Total               | Total | 246       | 24        | 3              | 0              | 249   | 24    |